# 4061 Martelli
4061 Martelli è un asteroide della fascia principale del diametro medio di circa 19,03 km. Scoperto nel 1988, presenta un'orbita caratterizzata da un semiasse maggiore pari a 3,1159124 UA e da un'eccentricità di 0,1351126, inclinata di 1,68052° rispetto all'eclittica.